# Anoplocaryum compressum
Anoplocaryum compressum là loài thực vật có hoa trong họ Mồ hôi. Loài này được (Turcz.) Ledeb. mô tả khoa học đầu tiên năm 1847.